# Pseudofoenus unguiculatus
Pseudofoenus unguiculatus är en stekelart som först beskrevs av John Obadiah Westwood 1841.  Pseudofoenus unguiculatus ingår i släktet Pseudofoenus och familjen bisteklar. Inga underarter finns listade i Catalogue of Life.